# 부다 사운드
부다 사운드 (Buda Sound)는 DJ DOC의 이하늘이 세운 연예기획사다. 2001년 시작, 2003년 DJ DOC과 45RPM을 필두로 점차 이름을 알리기 시작하였으며, 이 두 아티스트는 2012년에 이르러서도 레이블의 대표 뮤지션으로 활동하고 있다.

## 역사
데뷔 이래로 쇼글러브 엔터테인먼트에 소속되어 활동하던 DJ DOC의 이하늘은 본격적으로 힙합 음악을 해보는 것과 동시에 그 분야의 후배를 양성하겠다는 꿈을 꾸었다. 이하늘은 쇼글러브 대표인 박영철 씨에게 자신이 눈여겨본 후배들의 음반을 내줄 수 있는지를 물어보았으나 성사되지 않았고, 대신 이를 계기로 이하늘은 Buda Sound를 설립하였다. Buda Sound가 처음 대중들에게 소개된 것은 2003년 DJ DOC의 Street Life 싱글을 통해서로, 이 싱글에 소속 가수인 Leo Kekoa, Red-Roc, Rhymebus 등을 참여시켰다. Buda Sound는 음반 회사보다는, 소속 아티스트들은 다른 회사와 계약을 맺고 앨범을 내고, 그 활동을 지원하는 식으로 운영되었다.
2005년 DJ DOC을 제외한 첫 번째 타자였던 45RPM의 경우는, YG 엔터테인먼트가 언더그라운드를 지원하기 위해 만든 YG 언더그라운드의 1호 아티스트로 계약을 맺어 화제가 되었다. 45RPM은 첫 번째 타이틀곡 〈리기동〉과, 《품행제로》 OST로 그전부터 알려진 〈즐거운 생활〉 등의 곡으로 활동하였으나 큰 반향을 불러일으키진 못하였다. 그러나 이는 Buda Sound를 알리는 데 많은 역할을 하였고, 그다음 타자로 Rhymebus, Red-Roc, Leo Kekoa 등이 앨범을 발표하는 데 도움을 주었다. 특히 Red-Roc은 타이틀곡 Hello의 뮤직비디오에 T.O.P가 출연하는 등 YG 쪽의 지원이 있었다.
2008년 2월에는 Buda Sound 멤버들을 주요 출연진으로 하는 리얼 버라이어티 쇼 《DOC 가족의 탄생》이 MBC 드라마넷을 통해 전파를 탔다. 이 방송은 그러나, 당초 계획보다 훨씬 짧은 6회로 종영되었으며, 이하늘이 종영 즈음 방송 홈페이지 게시판에 아쉬움을 토로하는 글을 남겨 시청자들의 항의를 받기도 하였다. 한편 《가족의 탄생》 5회에서는 새로 들어온 멤버라며 Vasco, KirbyTrap, buRanG을 소개하는 장면이 있었다. 이후 6월에는 Buda Sound 멤버들이 총출동한 공연이 있었다.
이후 Buda Sound의 활동은 주로 DJ DOC에게 집중되었다. 물론 방송계의 주목을 받지 못하였으나, 나머지 멤버들 역시 활동을 이어나가, Rhymebus는 시리즈 싱글 Rebuild를 발표하였고, Maboos는 당시 작업 중이던 솔로 앨범 Buda Prince 수록곡을 한 곡씩 선공개하였으며, 45RPM, 특히 Smash는 《천하무적 야구단》 등의 예능에서도 얼굴을 비추었다. 그러나 2008년 말 Leo Kekoa가 계약 만료 후 Sniper Sound에 새 둥지를 틀면서 Buda Sound를 빠져나갔고, 2010년에는 Maboos가 Brave Entertainment 쪽으로 가면서 Buda Sound의 위기론이 팬들 사이에서 일기도 하였다. 그러나 2010년 여름 DJ DOC이 〈나 이런 사람이야〉를 타이틀곡으로 한 7집을 발표하면서 큰 인기를 끌었고, 이에 따라 Buda Sound도 재기하는 듯 하였다.
2011년에는 김창렬이 Buda Sound와는 별개로 ENT102를 설립하여 운영하기 시작하였다. 5월에는 《유희열의 스케치북》 100회 특집으로 이뤄진 "레이블 특집"에서 Buda Sound 코너가 마련되어 DJ DOC, 45RPM, Vasco, Red-Roc이 출연하였는데, 특히 Vasco가 데뷔 후 첫 TV 출연이라면서 무대 위에서 눈물을 흘린 것이 화제가 되었다. (하지만 Vasco는 '스핏파이어(spit fire)'란 프로젝트 그룹을 결성해 'party up'란 노래로 방송무대 데뷔한 경험이 있다.) 그러나 2011년 11월, 《해피투게더3》에 출연한 이하늘이 DJ DOC 초창기 멤버였던 박정환에 대해 "박치라서 DJ DOC에서 나갔다" 등으로 얘기한 것을 박정환 본인이 명예훼손죄로 고소하면서 DJ DOC의 방송 활동이 정지되었고, Buda Sound도 그만큼 타격을 입었다. 이 소송은 그 다음해 2월에 1심에서 명예훼손 무혐의 판결을 받았으나 박정환 측에서 불복하여 재판이 진행 중이다.
2013년 1월 기준으로 Buda Sound 아티스트들은 각자의 활동을 준비 중으로, 현재로써는 DJ DOC의 새 앨범 준비가 가장 기대를 모으고 있으며, J-Dogg 역시 꾸준히 솔로 싱글을 발표하며 활동을 이어가고 있다.

## 소속 아티스트

### 현재
- 45RPM
- DJ IT
- DJ MURF

- KIRBYTRAP
- RHYMEBUS

- NOBANJANG

### 과거
- G.R. - 前 45RPM 멤버
- Leo Kekoa - Touchdown Production을 거쳐 현재 무소속.
- Red-Roc - 현재 마피아 레코드 소속.
- J-Dogg (前 Rhymebus)
- Maboos - 현재 브레이브 엔터테인먼트 소속으로, 일렉트로보이즈 활동 중.

## 이름
- Buda Sound는 "Brand Under Delinquent Artist"의 약자로, 직역하면 "비행 소년의 브랜드"란 뜻이 된다. 또, "부르면 달려가는 아티스트들"이라는 뜻도 갖고 있다.[13]